# Familie Sanders
De familie Sanders is een fictieve familie uit de RTL 4-soap Goede tijden, slechte tijden.

## Familieleden
Dit is een lijst van alle familieleden van de familie Sanders. Zowel huidige en vorige als overleden en levende personages. Personages die op dit moment niet in de serie zitten staan cursief.

### Eerste generatie
- Maximiliaan Sanders (overleden)
(Rein Edzard de Vries, 2001; Jules Hamel, 2002; Johan van Rooy, 2008/2010)
Maximiliaan is het hoofd van de familie Sanders. Hij is weduwnaar van Maria Sanders. Maximiliaan is de vader van Ludo Sanders, Maxime Sanders, Marcus Sanders en Stefano Sanders. Hij mishandelde zijn kinderen en sinds het overlijden van Ludo's moeder heeft hierdoor een slechte band met Ludo en heeft Maxime ter adoptie afgestaan. Marcus is zijn oogappeltje. Heeft hij zijn schoondochter Sophia Sanders verkracht, waar vervolgens Stefano uit kwam (Maximiliaan heeft dit echter nooit geweten). Heeft hij Ludo's auto poging tot bomaanslag gepleegd toen Sophia en Stefano in de auto zaten maar beiden overleefden en Ludo laat zijn vrouw en zoon achter. Liet Ludo en Marcus voor zijn dood tal van opdrachten uitvoeren voordat zij zijn erfenis kregen.
  - Maria Sanders (overleden)
Nog nooit gezien alleen tot op heden benoemd. Maria is de overleden vrouw van Maximiliaan Sanders. Maria is de moeder van Ludo Sanders, Maxime Sanders en Marcus Sanders. Maria is tijdens de geboorte van Marcus overleden.

### Tweede generatie
- Ludovic "Ludo" Sanders
(Erik de Vogel, 1996-heden, Maurillo Casarini, 2008)
De oudste zoon van Maximiliaan en Maria. Hij was directeur van Sanders Inc. Ludo heeft moeite met mensen te binden en heeft daarom ook maar plek voor vijf mensen in zijn hart. Namelijk zijn huidige vrouw Janine Elschot, overleden zus Maxime Sanders, dochters Nina Sanders & Amy Kortenaer en de altijd gedachte zoon Stefano Sanders. De laatste genoemde blijkt niet zijn zoon te zijn, maar zijn halfbroer. Ludo heeft vijf kinderen Nick Sanders met Sophia, doodgeboren zoon "Jeffrey" met Dian Alberts, dochter Nina Sanders met Janine, overleden kindje met Meike Griffioen en een dochter Amy Kortenaer met Isabella Kortenaer.
  - Sophia Eijsink (overleden)
(Caroline De Bruijn, 2002-2003)
Sophia is de eerste vrouw van Ludo. Met hem krijgt ze twee zonen: Stefano (die jaren later verwekt blijkt tijdens een verkrachting door Maximiliaan) en Nick. Wordt in een klooster gestopt wanneer ze Janine levend begraaft om zo met Ludo te kunnen trouwen. Uiteindelijk pleegt Sophia zelfmoord door haar polsen door te snijden.
  - Janine Elschot
(Caroline De Bruijn, 1992-heden)
Janine is de lookalike van Sophia. Dat is ook de voornaamste reden dat Ludo zich aangetrokken voelt. Ludo en Janine hebben één dochter, Nina Sanders. Ludo en Janine zijn drie keer getrouwd, een keer in 1997, in 2002 en een keer in 2012.
  - Billy de Palma (Overleden)
(Lone van Roosendaal, 2018-2022)
Billy is een zakenvrouw die zaken doet met Ludo. Hoewel de twee elkaar niet vertrouwen blijkt Billy hartstochtelijk verliefd te zijn. Ze besluiten - onder druk van Carmen Vermeer - samen te werken en trouwen uiteindelijk in 2019. Uiteindelijk besluiten Ludo en Billy een paar maanden na hun huwelijk een scheiding aan te vragen.
- Maxime Sanders
(Zoë van Ast, 2008; Marjolein Keuning, 2008-2017) (overleden) 
Maxime is de dood gewaande dochter van Maximiliaan en Maria. Maxime is kunstenares en woont sinds 2008 in Meerdijk. Maxime is als klein meisje neergeschoten en kan daardoor geen gezond kindje op de wereld zetten. Ze speelt dan ook graag de suikertante van Nick, Nina en Amy. Nadat ze werd neergeschoten woonde ze bij een pleeggezin en stond ze bekend als Maxime Beaumont. Ze heeft de voogdij over Amy, om haar broer Ludo een hak te zetten, maar wanneer Ludo alles van haar afpakt komt de voogdij weer terug bij Ludo. Zij is omgekomen bij een brand in Boks.
- Marcus Sanders
(Hugo Metsers, 2001-2003, 2016-2017)
Marcus is de jongste zoon van Maximiliaan en Maria. Marcus is het lievelingetje van Maximiliaan. Marcus is wat een kluns en een echte levensgenieter. Marcus is getrouwd geweest met Cyrille de Boer en heeft een dochter "Kimberly" met haar. Eerder was hij verloofd met Gwen Faber, maar zij kon niet aanzien dat Marcus met Cyrille trouwde om zo zijn erfenis te bemachtigen.
  - Cerille de Boer (overleden)
(Devon Schoenmaker, 2001-2002)
Cerille is de ex-vrouw van Marcus Sanders, ze werd betaald om samen met Marcus een kindje op de wereld te zetten. Ze kregen samen een dochter "Kimberly". Na haar vertrekt uit Meerdijk woonde Cyrille tot haar dood samen met haar nieuwe man in Amerika.
- Stefano Sanders
(Bas Muijs, 1999-2005, 2009, 2014, 2020, 2022-heden)
Stefano is de jongste zoon van Maximiliaan. Lange tijd werd gedacht dat Stefano de zoon van Ludo was, maar Sophia is verkracht door Maximiliaan en daar kwam Stefano uit. Stefano is opgevoed door de familie Oliviero, maar naarmate hij ouder werd kwam hij in contact met zijn biologische familie. Ging uiteindelijk trouwen met Ludo's aartsvijand Bowien Galema, maar zij stierf tijdens hun huwelijksreis. Begon een affaire met zijn "stiefmoeder" Janine en werd daardoor vader van Lucas Sanders. Trouwde uiteindelijk met Janine, om Ludo een hak te zetten. Trouwde ook met Yasmin Fuentes; zij stierf tijdens een auto-ongeluk. Stefano kan niet goed opschieten met zijn neefje Nick Sanders (beiden zoons van Sophia) en doet er alles aan om hem te irriteren. Stefano probeert dan ook graag een wit voetje te halen bij Ludo en kan er niet tegen dat Nick de biologische zoon van Ludo is.
  - Bowien Galema (overleden)
(Tanja Jess, 1997-2000)
Bowien is de aartsvijand van Ludo, maar de vrouw van Stefano Sanders. Wanneer Ludo hoort van hun relatie is hij woest, maar dat wordt nog erger als hij hoort dat zij getrouwd zijn. Ludo achtervolgt Stefano en Bowien tijdens hun huwelijksreis en de ruzie tussen Bowien en Ludo loopt hoog op. Wanneer Ludo Bowien gemeen intimideert valt Bowien van een klif af.
  - Janine Elschot
(Caroline De Bruijn, 1992-heden)
Janine is Stefano's stiefmoeder als de twee een affaire beginnen. Uiteindelijk raakt Janine zelfs zwanger en de twee besluiten de wereld doen geloven dat ze echt veel van elkaar houden en besluiten te trouwen. Hun huwelijk is slechts een schijnhuwelijk om Ludo een hak te zetten. Door de affaire tussen de twee is Lucas Sanders geboren.
  - Yasmin Fuentes (overleden)
(Fajah Lourens, 2002-2005)
Yasmin is de derde vrouw van Stefano. Ook Yasmin heeft moeite met Ludo, maar houdt veel van Stefano. Yasmin komt te overlijden wanneer Stefano zijn neefje Nick wil aanrijden, maar Yasmin trok aan het stuur waarbij de auto te water raakte. Yasmin overleed ter plekke.

### Derde generatie
- Nick Sanders (Overleden)
(Christophe Haddad, 2003-2009, 2011-2012, 2014-2015)
Nick is de zoon van Ludo Sanders en Sophia Eijsink. Nick is ook wel het zwarte schaap van de familie. Sophia dacht dat Ludo dood was en kon hun zoon niet alleen opvoeden. Ze stond Nick ter adoptie af aan haar achternicht Ella van der Heyde. Nick gaat dan op onderzoek naar zijn familie. Hij moet dan ook moeite doen om geaccepteerd te worden door Ludo, maar zal altijd het zwarte schaap van de familie blijven. Nick kan niet goed opschieten met zijn halfbroer/oom Stefano en zijn tante Maxime. Nick heeft wel een goede band met zijn zusje Nina.
  - Charlotte "Charlie" Fischer
(Aukje van Ginneken, 1999-2003; Lieke van Lexmond, 2003-2012)
Charlie is de vrouw van Nick Sanders. De twee zijn zelfs drie keer (één keer in Las Vegas) getrouwd geweest. Ze hebben samen een zoontje: Valentijn Sanders. In beide huwelijken ging Charlie vreemd. Een keer met Milan Alberts en Jack van Houten. Dit is dan ook de reden dat Nick deze twee niet mag. Uiteindelijk blijkt Nick toch heel veel van Charlie te houden en andersom ook dat de twee toch weer bij elkaar komen en samen uit Meerdijk vertrekken voor een nieuwe toekomst.
- Jeffrey Alberts (overleden)
Jeffrey is de doodgeboren zoon van Ludo Sanders en Dian Alberts. Dian werd tijdens haar zwangerschap in hotel de Rozenboom van de trap geduwd en viel met haar buik op een balk. Dian dacht tot haar dood dat Ludo hiervoor verantwoordelijk was en voerde sindsdien een strijd met hem.
- Nina Sanders
(verschillende kinderen 1997-2004; Marly van der Velden, 2005-heden)
Nina is de dochter van Ludo Sanders en Janine Elschot. Ze is lange tijd Ludo's lievelingetje. Nina is vaak de dupe geweest tussen Ludo en diens vijanden. Dit was dan ook vaak de druppel voor Janine, waardoor ze Ludo verliet. Nina ontwerpt tassen voor haar eigen bedrijf. Sinds 8 juli 2011 is ze getrouwd met Noud Alberts. Tijdens hun huwelijk kreeg ze gevoelens voor Mike Brandt en krijgen zelfs een korte relatie. Hierin raakt ze zwanger, maar keert ze ook uiteindelijk weer terug bij Noud. Uiteindelijk besluiten Nina en Noud samen voor Nola te gaan zorgen, maar Noud ontdoet zich van zijn rechten als vader en Mike krijgt deze uiteindelijk terug. De twee proberen daarna nog samen te komen, maar dit lijkt niet te lukken. Na een huwelijk van ruim twee jaar scheiden ze. Nina is nu oprichtster en ''CEO'' van het bedrijf La Nina, waarmee ze zelf nu steenrijk is geworden, niet alleen meer afhankelijk van haar vader's geld.
  - Arnoud "Noud" Alberts
(Ruud Feltkamp, 2006-2018)
Noud was de man van Nina Sanders. De twee leren elkaar kennen in het najaar van 2006 en belanden dan als eenmalig met elkaar in bed. Meer is er niet, want Noud is het vriendje van Nina's beste vriendin. De twee blijven goede vrienden, maar belanden jaren later weer met elkaar in bed. Alleen blijken ze dan meer voor elkaar te voelen dan vriendschap. De twee beginnen een relatie en trouwen uiteindelijk. Hij is tevens de legale vader van Nola, Nina's dochter met Mike Brandt waarbij hij later toch afstand doet van zijn rechten.
  - Bernhard "Bing" Mauricius
(Everon Jackson Hooi, 2005-heden), (Leandro Ceder, 2025)
Bing krijgt een relatie met Nina die zijn tweede vrouw wordt; het duurt echter enige tijd voor hij het respect van Ludo wint. Uiteindelijk trouwden ze in 2016. Hun huwelijk kende vele ups en downs, maar begin 2020 wil Bing uiteindelijk van Nina scheiden omdat zij een affaire bleek te hebben met Daan Stern.
- Amy Kortenaer
(Julia Batelaan, 2007, 2010, 2012); Naomi van Es, 2010-2011; Holly Mae Brood, 2016-2018)
Amy is geboren uit een onenightstand tussen Ludo Sanders en Isabella Kortenaer. Isabella denkt echter dat Amy is doodgeboren, maar werd opgevoed door Carel Kortenaer (Isabella's vader). Wanneer Ludo en Isabella op de hoogte worden gebracht van het bestaan van Amy is Isabella als de dood dat Ludo hun dochter van haar wil afpakken. Isabella zet vervolgens haar dood en die van Amy is scène. Isabella keert uiteindelijk toch terug met Amy en wanneer Isabella overlijdt krijgt Maxime Sanders de voogdij over Amy.
- Lucas Sanders
(Mits Hommeles, 2005; Jeffrey Stevens, 2005-2006; Ferry Doedens, 2009-2015, 2016-2021)
Lucas is geboren uit de affaire tussen Janine Elschot en Stefano Sanders. Bij de geboorte dacht men ook dat Ludo Sanders zijn vader was. Janine is bang voor de waarheid en verwisselt Lucas met het net overleden kindje van haar beste vriendin Barbara Fischer. Na een tijdje eist Janine haar kindje weer op en doet een DNA-test. Vertrok in 2006 naar zijn vader in Amerika, om vervolgens enkele jaren later terug te keren naar Meerdijk.
  - Menno Kuiper
(Dave Mantel, 2013-2014)
Menno en Lucas leren elkaar kennen als Menno als rechercheur komt werken in Meerdijk. In eerste instantie wil Menno niks van Lucas weten, maar uiteindelijk beginnen ze toch een relatie. Na een tijd verloven ze zich, maar dit wordt verbroken. Uiteindelijk komen ze toch weer bij elkaar en trouwen ze op 24 januari 2014. Menno mishandelde Lucas en is nu in therapie in Duitsland.
- Vincent Muller
(Oscar Aerts, 2013-2015)
Vincent is de zoon van Maxime Sanders en Joost Muller. Maxime heeft Vincent ook achtergelaten bij zijn biologische vader, in de wetenschap dat hij daar beter af zou zijn. Later blijkt dat dit vooral is gekomen doordat Vincents pleegmoeder Paula Muller onvruchtbaar was en Maxime zo heeft gemanipuleerd waardoor ze hem afstond.
- Kimberly Sanders
(verschillende kinderen 2002-2003; Britt Scholte, 2016-2018)
Kimberly is de dochter van Marcus Sanders en Cerille de Boer. Ze is de uitkomst van een zakelijk overeenkomst en dus niet gepland. Verhuisde als baby samen met haar moeder en dier nieuwe man naar Amerika. Ze keert samen met haar vader in 2016 terug.

### Vierde generatie
- Valentijn Sanders
(Patrick Worp & Ricardo Worp 2008-2012; Vincent Visser (2019-2021, 2025-heden)
Zoon van Nick Sanders en Charlie Fischer, geboren op 18 oktober 2006 (dat werd later gereviseerd naar 11 februari 2000). Werd vlak na zijn geboorte met een andere baby verwisseld. Nadat Charlie hierachter kwam gaat ze op zoek naar haar echte zoon en wanneer ze Nick alles wou opbiechten krijgen zij, Valentijn en Jack van Houten een auto-ongeluk. Valentijn zat niet in de auto, maar Jack zei van wel. Valentijn werd dood verklaard en groeide tijdens de relatie tussen Jack van Houten en zijn moeder op als JJ van Houten. Charlie biecht na een tijdje alles op en zo werd JJ weer Valentijn. Wanneer Nick en Charlie uiteindelijk weer bij elkaar komen vertrekken ze samen met Valentijn uit Meerdijk voor een nieuwe toekomst. Charlie weet echter niet dat Nick er alleen maar vandoor wil omdat hij wil vluchten voor Ludo en Maxime.
- Nola Sanders
- (Verschillende Kinderen 2013-2021; Noa Jacobus (2022-heden)
Nola, geboren op 18 maart 2013, is de dochter van Nina Sanders en Mike Brandt. Nina was ten tijde van de zwangerschap getrouwd met Noud Alberts en keerde tijdens de zwangerschap ook terug bij hem. Samen hebben ze besloten om voor de baby te zorgen. Nu voed Nina, Nola op, met haar man Bing en Nola heeft ook een (stief)broertje Manu en een halfbroertje Max.

- Max Mauricius
- (Verschillende Kinderen 2018-heden)
Max, geboren in 2018, als zoon van Nina Sanders en als donorkind van Amir Nazar. Bing Mauricius staat aangegeven als vader van het kind. Max is vernoemd naar zijn overleden oudtante Maxime Sanders.
- Wolf Sanders
- (Verschillende Kinderen 2019-2021)
Wolf, geboren op 22 oktober 2019, als kind van Tiffy Koster en Lucas Sanders. Tiffy was oorspronkelijk draagmoeder voor Lucas en diens vriend Flo Wagenaar, maar kon het niet verkroppen om na de zwangerschap het kindje weg te geven en besloot te doen alsof de inseminatie was mislukt en vertrok tijdelijk uit Meerdijk. Uiteindelijk biechtte ze de zwangerschap op en besloten zij en Lucas het kind samen op te gaan voeden.

## Familiestamboom
| Legende         | Legende             |
| --------------- | ------------------- |
| Ludo Sanders    | huidig personage    |
| Stefano Sanders | verdwenen personage |
| Maria Sanders † | overleden personage |

|                   |                   |                   |                   |                   |                   |              |              |                   |                   |                   |                   |                   |                   |                   |                   |                      |                      |                      |                      |                      |                      |               |               | Maximiliaan Sanders † | Maximiliaan Sanders † | Maximiliaan Sanders † | Maximiliaan Sanders † | Maximiliaan Sanders † | Maximiliaan Sanders † |  |  | Maria Sanders † | Maria Sanders † | Maria Sanders † | Maria Sanders † | Maria Sanders † | Maria Sanders † |                |                |                  |                  |                  |                  |                   |                   |                   |                   |                   |                   |  |  |                  |                  |                  |                  |                  |                  |                |                |                |                |              |              |              |              |  |  |
|                   |                   |                   |                   |                   |                   |              |              |                   |                   |                   |                   |                   |                   |                   |                   |                      |                      |                      |                      |                      |                      |               |               | Maximiliaan Sanders † | Maximiliaan Sanders † | Maximiliaan Sanders † | Maximiliaan Sanders † | Maximiliaan Sanders † | Maximiliaan Sanders † |  |  | Maria Sanders † | Maria Sanders † | Maria Sanders † | Maria Sanders † | Maria Sanders † | Maria Sanders † |                |                |                  |                  |                  |                  |                   |                   |                   |                   |                   |                   |  |  |                  |                  |                  |                  |                  |                  |                |                |                |                |              |              |              |              |  |  |
|                   |                   |                   |                   |                   |                   |              |              |                   |                   |                   |                   |                   |                   |                   |                   |                      |                      |                      |                      |                      |                      |               |               |                       |                       |                       |                       |                       |                       |  |  |                 |                 |                 |                 |                 |                 |                |                |                  |                  |                  |                  |                   |                   |                   |                   |                   |                   |  |  |                  |                  |                  |                  |                  |                  |                |                |                |                |              |              |              |              |  |  |
|                   |                   |                   |                   |                   |                   |              |              |                   |                   |                   |                   |                   |                   |                   |                   |                      |                      |                      |                      |                      |                      |               |               |                       |                       |                       |                       |                       |                       |  |  |                 |                 |                 |                 |                 |                 |                |                |                  |                  |                  |                  |                   |                   |                   |                   |                   |                   |  |  |                  |                  |                  |                  |                  |                  |                |                |                |                |              |              |              |              |  |  |
| Ludo Sanders      | Ludo Sanders      | Ludo Sanders      | Ludo Sanders      | Ludo Sanders      | Ludo Sanders      |              |              |                   |                   |                   |                   |                   |                   |                   |                   | Sophia Eijsink †     | Sophia Eijsink †     | Sophia Eijsink †     | Sophia Eijsink †     | Sophia Eijsink †     | Sophia Eijsink †     |               |               |                       |                       |                       |                       |                       |                       |  |  |                 |                 |                 |                 | Marcus Sanders  | Marcus Sanders  | Marcus Sanders | Marcus Sanders | Marcus Sanders   | Marcus Sanders   |                  |                  | Cyrille de Boer † | Cyrille de Boer † | Cyrille de Boer † | Cyrille de Boer † | Cyrille de Boer † | Cyrille de Boer † |  |  | Maxime Sanders † | Maxime Sanders † | Maxime Sanders † | Maxime Sanders † | Maxime Sanders † | Maxime Sanders † |                |                | Joost Muller   | Joost Muller   | Joost Muller | Joost Muller | Joost Muller | Joost Muller |  |  |
| Ludo Sanders      | Ludo Sanders      | Ludo Sanders      | Ludo Sanders      | Ludo Sanders      | Ludo Sanders      |              |              |                   |                   |                   |                   |                   |                   |                   |                   | Sophia Eijsink †     | Sophia Eijsink †     | Sophia Eijsink †     | Sophia Eijsink †     | Sophia Eijsink †     | Sophia Eijsink †     |               |               |                       |                       |                       |                       |                       |                       |  |  |                 |                 |                 |                 | Marcus Sanders  | Marcus Sanders  | Marcus Sanders | Marcus Sanders | Marcus Sanders   | Marcus Sanders   |                  |                  | Cyrille de Boer † | Cyrille de Boer † | Cyrille de Boer † | Cyrille de Boer † | Cyrille de Boer † | Cyrille de Boer † |  |  | Maxime Sanders † | Maxime Sanders † | Maxime Sanders † | Maxime Sanders † | Maxime Sanders † | Maxime Sanders † |                |                | Joost Muller   | Joost Muller   | Joost Muller | Joost Muller | Joost Muller | Joost Muller |  |  |
|                   |                   |                   |                   |                   |                   |              |              |                   |                   |                   |                   |                   |                   |                   |                   | Dian Alberts †       |                      |                      |                      |                      |                      |               |               |                       |                       |                       |                       |                       |                       |  |  |                 |                 |                 |                 |                 |                 |                |                |                  |                  |                  |                  |                   |                   |                   |                   |                   |                   |  |  |                  |                  |                  |                  |                  |                  |                |                |                |                |              |              |              |              |  |  |
|                   |                   |                   |                   |                   |                   |              |              |                   |                   |                   |                   |                   |                   |                   |                   |                      |                      |                      |                      |                      |                      |               |               |                       |                       |                       |                       |                       |                       |  |  |                 |                 |                 |                 |                 |                 |                |                |                  |                  |                  |                  |                   |                   |                   |                   |                   |                   |  |  |                  |                  |                  |                  |                  |                  |                |                |                |                |              |              |              |              |  |  |
| Jeffrey Alberts † | Jeffrey Alberts † | Jeffrey Alberts † | Jeffrey Alberts † | Jeffrey Alberts † | Jeffrey Alberts † |              |              |                   |                   |                   |                   |                   |                   |                   |                   | Isabella Kortenaer † | Isabella Kortenaer † | Isabella Kortenaer † | Isabella Kortenaer † | Isabella Kortenaer † | Isabella Kortenaer † |               |               |                       |                       |                       |                       |                       |                       |  |  |                 |                 |                 |                 |                 |                 |                |                | Kimberly Sanders | Kimberly Sanders | Kimberly Sanders | Kimberly Sanders | Kimberly Sanders  | Kimberly Sanders  |                   |                   |                   |                   |  |  |                  |                  |                  |                  | Vincent Muller   | Vincent Muller   | Vincent Muller | Vincent Muller | Vincent Muller | Vincent Muller |              |              |              |              |  |  |
| Jeffrey Alberts † | Jeffrey Alberts † | Jeffrey Alberts † | Jeffrey Alberts † | Jeffrey Alberts † | Jeffrey Alberts † |              |              |                   |                   |                   |                   |                   |                   |                   |                   | Isabella Kortenaer † | Isabella Kortenaer † | Isabella Kortenaer † | Isabella Kortenaer † | Isabella Kortenaer † | Isabella Kortenaer † |               |               |                       |                       |                       |                       |                       |                       |  |  |                 |                 |                 |                 |                 |                 |                |                | Kimberly Sanders | Kimberly Sanders | Kimberly Sanders | Kimberly Sanders | Kimberly Sanders  | Kimberly Sanders  |                   |                   |                   |                   |  |  |                  |                  |                  |                  | Vincent Muller   | Vincent Muller   | Vincent Muller | Vincent Muller | Vincent Muller | Vincent Muller |              |              |              |              |  |  |
|                   |                   |                   |                   |                   |                   |              |              | Amy Kortenaer     | Amy Kortenaer     | Amy Kortenaer     | Amy Kortenaer     | Amy Kortenaer     | Amy Kortenaer     |                   |                   | Janine Elschot       | Janine Elschot       | Janine Elschot       | Janine Elschot       | Janine Elschot       | Janine Elschot       |               |               | Stefano Sanders       | Stefano Sanders       | Stefano Sanders       | Stefano Sanders       | Stefano Sanders       | Stefano Sanders       |  |  |                 |                 |                 |                 |                 |                 |                |                |                  |                  |                  |                  |                   |                   |                   |                   |                   |                   |  |  |                  |                  |                  |                  |                  |                  |                |                |                |                |              |              |              |              |  |  |
|                   |                   |                   |                   |                   |                   |              |              | Amy Kortenaer     | Amy Kortenaer     | Amy Kortenaer     | Amy Kortenaer     | Amy Kortenaer     | Amy Kortenaer     |                   |                   | Janine Elschot       | Janine Elschot       | Janine Elschot       | Janine Elschot       | Janine Elschot       | Janine Elschot       |               |               | Stefano Sanders       | Stefano Sanders       | Stefano Sanders       | Stefano Sanders       | Stefano Sanders       | Stefano Sanders       |  |  |                 |                 |                 |                 |                 |                 |                |                |                  |                  |                  |                  |                   |                   |                   |                   |                   |                   |  |  |                  |                  |                  |                  |                  |                  |                |                |                |                |              |              |              |              |  |  |
|                   |                   |                   |                   |                   |                   |              |              |                   |                   |                   |                   |                   |                   |                   |                   |                      |                      |                      |                      |                      |                      |               |               |                       |                       |                       |                       |                       |                       |  |  |                 |                 |                 |                 |                 |                 |                |                |                  |                  |                  |                  |                   |                   |                   |                   |                   |                   |  |  |                  |                  |                  |                  |                  |                  |                |                |                |                |              |              |              |              |  |  |
|                   |                   |                   |                   | Nick Sanders      | Nick Sanders      | Nick Sanders | Nick Sanders | Nick Sanders      | Nick Sanders      |                   |                   | Charlotte Fischer | Charlotte Fischer | Charlotte Fischer | Charlotte Fischer | Charlotte Fischer    | Charlotte Fischer    |                      |                      | Lucas Sanders        | Lucas Sanders        | Lucas Sanders | Lucas Sanders | Lucas Sanders         | Lucas Sanders         |                       |                       |                       |                       |  |  |                 |                 |                 |                 |                 |                 |                |                |                  |                  |                  |                  |                   |                   |                   |                   |                   |                   |  |  |                  |                  |                  |                  |                  |                  |                |                |                |                |              |              |              |              |  |  |
|                   |                   |                   |                   | Nick Sanders      | Nick Sanders      | Nick Sanders | Nick Sanders | Nick Sanders      | Nick Sanders      |                   |                   | Charlotte Fischer | Charlotte Fischer | Charlotte Fischer | Charlotte Fischer | Charlotte Fischer    | Charlotte Fischer    |                      |                      | Lucas Sanders        | Lucas Sanders        | Lucas Sanders | Lucas Sanders | Lucas Sanders         | Lucas Sanders         |                       |                       |                       |                       |  |  |                 |                 |                 |                 |                 |                 |                |                |                  |                  |                  |                  |                   |                   |                   |                   |                   |                   |  |  |                  |                  |                  |                  |                  |                  |                |                |                |                |              |              |              |              |  |  |
|                   |                   |                   |                   |                   |                   |              |              |                   |                   |                   |                   |                   |                   |                   |                   |                      |                      |                      |                      |                      |                      |               |               |                       |                       |                       |                       |                       |                       |  |  |                 |                 |                 |                 |                 |                 |                |                |                  |                  |                  |                  |                   |                   |                   |                   |                   |                   |  |  |                  |                  |                  |                  |                  |                  |                |                |                |                |              |              |              |              |  |  |
|                   |                   |                   |                   |                   |                   |              |              | Valentijn Sanders | Valentijn Sanders | Valentijn Sanders | Valentijn Sanders | Valentijn Sanders | Valentijn Sanders |                   |                   | Nina Sanders         | Nina Sanders         | Nina Sanders         | Nina Sanders         | Nina Sanders         | Nina Sanders         |               |               | Mike Brandt †         | Mike Brandt †         | Mike Brandt †         | Mike Brandt †         | Mike Brandt †         | Mike Brandt †         |  |  |                 |                 |                 |                 |                 |                 |                |                |                  |                  |                  |                  |                   |                   |                   |                   |                   |                   |  |  |                  |                  |                  |                  |                  |                  |                |                |                |                |              |              |              |              |  |  |
|                   |                   |                   |                   |                   |                   |              |              | Valentijn Sanders | Valentijn Sanders | Valentijn Sanders | Valentijn Sanders | Valentijn Sanders | Valentijn Sanders |                   |                   | Nina Sanders         | Nina Sanders         | Nina Sanders         | Nina Sanders         | Nina Sanders         | Nina Sanders         |               |               | Mike Brandt †         | Mike Brandt †         | Mike Brandt †         | Mike Brandt †         | Mike Brandt †         | Mike Brandt †         |  |  |                 |                 |                 |                 |                 |                 |                |                |                  |                  |                  |                  |                   |                   |                   |                   |                   |                   |  |  |                  |                  |                  |                  |                  |                  |                |                |                |                |              |              |              |              |  |  |
|                   |                   |                   |                   |                   |                   |              |              |                   |                   |                   |                   |                   |                   |                   |                   |                      |                      |                      |                      |                      |                      |               |               | Amir Nazar            | Amir Nazar            | Amir Nazar            | Amir Nazar            | Amir Nazar            | Amir Nazar            |  |  | Nola Sanders    | Nola Sanders    | Nola Sanders    | Nola Sanders    | Nola Sanders    | Nola Sanders    |                |                |                  |                  |                  |                  |                   |                   |                   |                   |                   |                   |  |  |                  |                  |                  |                  |                  |                  |                |                |                |                |              |              |              |              |  |  |
|                   |                   |                   |                   |                   |                   |              |              |                   |                   |                   |                   |                   |                   |                   |                   |                      |                      |                      |                      |                      |                      |               |               | Amir Nazar            | Amir Nazar            | Amir Nazar            | Amir Nazar            | Amir Nazar            | Amir Nazar            |  |  | Nola Sanders    | Nola Sanders    | Nola Sanders    | Nola Sanders    | Nola Sanders    | Nola Sanders    |                |                |                  |                  |                  |                  |                   |                   |                   |                   |                   |                   |  |  |                  |                  |                  |                  |                  |                  |                |                |                |                |              |              |              |              |  |  |
|                   |                   |                   |                   |                   |                   |              |              |                   |                   |                   |                   |                   |                   |                   |                   |                      |                      |                      |                      |                      |                      |               |               | Max Mauricius         |                       |                       |                       |                       |                       |  |  |                 |                 |                 |                 |                 |                 |                |                |                  |                  |                  |                  |                   |                   |                   |                   |                   |                   |  |  |                  |                  |                  |                  |                  |                  |                |                |                |                |              |              |              |              |  |  |

| Legende | Legende               |
| ------- | --------------------- |
| h       | Huwelijk              |
| k       | Kind(eren)            |
| r       | Relatie               |
| o       | Onenightstand/Affaire |
| v       | Verkrachting          |

- Maximiliaan Sanders (1930-2002); getrouwd Maria Sanders (overleden)
- Ludo Sanders (1959–); Maximiliaan en Maria's zoon; getrouwd Sophia Eijsink (1977–2002), Janine Elschot (1997–99, 2002–03, 2012–13), Billy de Palma (2019)
  - Nick Sanders (1978-2025); Ludo en Sophia's zoon; getrouwd Charlie Fischer (2004–05, 2006–07)
    - Valentijn Sanders (2006–); Nick en Charlie's zoon

  - Jeffrey Alberts (1996); Ludo en Dians doodgeboren zoon
  - Nina Sanders (1997–); Ludo en Janine's dochter; getrouwd Noud Alberts (2011–13), Bing Mauricius (2016–)
    - Nola Sanders (2013–); Nina en Mike's dochter
    - Max Mauricius (2018–); Nina en Bings zoon, Amir Nazar was zaaddonor

  - Amy Kortenaer (2003–); Ludo en Isabella's dochter
- Maxime Sanders (1967–2017); Maximiliaan en Maria's dochter
  - Vincent Muller (1989–); Maxime en Joosts zoon
- Marcus Sanders (1972–); Maximiliaan en Maria's zoon; getrouwd Cyrille de Boer (2002–03), Malena Blanco (2017–)
  - Kimberly Sanders (2002–); Marcus en Cyrille's dochter
- Stefano Sanders (1977–); Maximiliaan en Sophia's zoon; getrouwd Bowien Galema (2000), Janine Elschot (2001–02), Yasmin Fuentes
  - Lucas Sanders (2000–); Stefano en Janine's zoon; getrouwd Menno Kuiper (2014)
    - Wolf Sanders (2019–); Lucas en Tiffy's zoon